# Kabupaten Brebes
Kabupaten Brebes är ett kabupaten i Indonesien.   Det ligger i provinsen Jawa Tengah, i den västra delen av landet, 240 km öster om huvudstaden Jakarta. Antalet invånare är 1 817 040.